# لورانس
لورانس (إنديانا) (بالإنجليزية: Lawrence, Indiana)‏ هي مدينة تقع في الولايات المتحدة في مقاطعة ماريون، إنديانا. يقدر عدد سكانها بـ 46,001 نسمة ومساحتها 52.42 كم2 وترتفع عن سطح البحر 266 متر.

## التركيبة السكانية
قام مكتب تعداد الولايات المتحدة بتحديد بيانات التركيبة السكانية للورانسفي تعداد الولايات المتحدة. في ما يلي، التركيبة السكانية حسب تعدادي 2000 و2010.

### تعداد عام 2000
بلغ عدد سكان لورانس 38,915 نسمة بحسب تعداد عام 2000، وبلغ عدد الأسر 14,853 أسرة وعدد العائلات 10,337 عائلة مقيمة في المدينة. في حين سجلت الكثافة السكانية 1,937.8 نسمة لكل ميل مربع (748.2/كم2). وبلغ عدد الوحدات السكنية 16,292 وحدة بمتوسط كثافة قدره 811.3 نسمة لكل ميل مربع (313.2/كم2).
وتوزع التركيب العرقي للمدينة بنسبة 78.58% من البيض و 0.30% من الأمريكيين الأصليين و 1.80% من الأمريكيين ذوي الأصول الآسيوية و 0.08% من سكان جزر المحيط الهادئ و 15.51% من الأمريكيين الأفارقة و 1.87% من عرقين مختلطين أو أكثر.
بلغ عدد الأسر 14,853 أسرة كانت نسبة 39.8% منها لديها أطفال تحت سن الثامنة عشر تعيش معهم، وبلغت نسبة الأزواج القاطنين مع بعضهم البعض 52.1% من أصل المجموع الكلي للأسر، ونسبة 13.0% من الأسر كان لديها معيلات من الإناث دون وجود شريك، وكانت نسبة 30.4% من غير العائلات. تألفت نسبة 24.8% من أصل جميع الأسر من أفراد ونسبة 5.9% كانوا يعيش معهم شخص وحيد يبلغ من العمر 65 عاماً فما فوق. وبلغ متوسط حجم الأسرة المعيشية 3.13، أما متوسط حجم العائلات فبلغ 2.60.
بلغ العمر الوسطي للسكان 32 عاماً. وكانت نسبة 7.7% بين الثامنة عشر والأربعة وعشرون عاماً، ونسبة 36.2% كانت واقعةً في الفئة العمرية ما بين الخامسة والعشرون حتى والأربعة وأربعون عاماً، ونسبة 18.0% كانت ما بين الخامسة والأربعون حتى الرابعة والستون، ونسبة 8.2% كانت ضمن فئة الخامسة والستون عاماً فما فوق. يوجد لكل 100 أنثى 95.2 ذكر، ويوجد لكل 100 أنثى في الثامنة عشر من عمرها فما فوق 91.3 ذكر.
بلغ متوسط دخل الأسرة في المدينة 47,838 دولار، أما متوسط دخل العائلة فبلغ 56,609 دولار. وكان متوسط دخل الذكور 38,924 دولار مقابل 30,406 دولار للإناث. وسجل دخل الفرد الخاص بالمدينة 22,543 دولار. وكانت نسبة 4.8% من العائلات ونسبة 6.7% من السكان تحت خط الفقر، وكان من هؤلاء نسبة 8.2% تحت سن الثامنة عشر ونسبة 5.1% في الخامسة والستين من العمر وما فوق.

### تعداد عام 2010
بلغ عدد سكان لورانس 46,001 نسمة بحسب تعداد عام 2010، وبلغ عدد الأسر 17,864 أسرة وعدد العائلات 11,949 عائلة مقيمة في المدينة. في حين سجلت الكثافة السكانية 2,285.2 نسمة لكل ميل مربع (882.3/كم2). وبلغ عدد الوحدات السكنية 19,515 وحدة بمتوسط كثافة قدره 969.4 لكل ميل مربع (374.3/كم2).
وتوزع التركيب العرقي للمدينة بنسبة 63.2% من البيض و 0.4% من الأمريكيين الأصليين و 1.4% من الأمريكيين ذوي الأصول الآسيوية و 0.1% من سكان جزر المحيط الهادئ و 25.8% من الأمريكيين الأفارقة و 3.5% من عرقين مختلطين أو أكثر.
بلغ عدد الأسر 17,864 أسرة كانت نسبة 38.7% منها لديها أطفال تحت سن الثامنة عشر تعيش معهم، وبلغت نسبة الأزواج القاطنين مع بعضهم البعض 44.2% من أصل المجموع الكلي للأسر، ونسبة 17.5% من الأسر كان لديها معيلات من الإناث دون وجود شريك، بينما كانت نسبة 5.3% من الأسر لديها معيلون من الذكور دون وجود شريكة وكانت نسبة 33.1% من غير العائلات. وبلغ متوسط حجم الأسرة المعيشية 3.12، أما متوسط حجم العائلات فبلغ 2.56.
بلغ العمر الوسطي للسكان 34.2 عاماً. وكانت نسبة 28.2% من القاطنين تحت سن الثامنة عشر، وكانت نسبة 8.1% بين الثامنة عشر والأربعة وعشرون عاماً، ونسبة 29.3% كانت واقعةً في الفئة العمرية ما بين الخامسة والعشرون حتى والأربعة وأربعون عاماً، ونسبة 24.9% كانت ما بين الخامسة والأربعون حتى الرابعة والستون، ونسبة 9.6% كانت ضمن فئة الخامسة والستون عاماً فما فوق. وتوزع التركيب الجنسي للسكان بنسبة 47.5% ذكور و52.5% إناث.